# Erromenus junior
Erromenus junior är en stekelart som först beskrevs av Carl Peter Thunberg 1822.  Erromenus junior ingår i släktet Erromenus och familjen brokparasitsteklar. Arten är reproducerande i Sverige. Inga underarter finns listade i Catalogue of Life.